# Paectes indefatigabilis
Paectes indefatigabilis är en fjärilsart som beskrevs av William Schaus 1923. Paectes indefatigabilis ingår i släktet Paectes och familjen nattflyn. Inga underarter finns listade i Catalogue of Life.